# Sycophaga valentinae
Sycophaga valentinae is een vliesvleugelig insect uit de familie Torymidae. De wetenschappelijke naam is voor het eerst geldig gepubliceerd in 1952 door Grandi.